# Michael Piller
Michael Piller (30 de maig de 1948 - 1 de novembre de 2005) va ser un guionista i productor de televisió estatunidenc, conegut sobretot per les seves contribucions a la franquícia Star Trek.

## Primers anys de vida i carrera
Piller va néixer en una família juevaa Port Chester, Nova York. Els seus pares es dedicaven a l'escriptura; Gene Piller, el seu pare, era guionista de Hollywood i la seva mare, Ruth Roberts, era compositora i lletrista. Des de ben petit tenia previst ser guionista, però un professor universitari el va desanimar i Piller va començar a la televisió treballant com a periodista guanyador d'un Premi Emmy per a CBS News a Nova York, WBTV a Charlotte (Carolina del Nord) i WBBM-TV a Chicago, Illinois. Tanmateix, després es va traslladar a Los Angeles i al sector de l'entreteniment televisiu a finals dels anys setanta, treballant com a censor i després com a executiu de programació per a CBS. Mentre era a la cadena, va esdevenir director de drames basats en fets i pràctiques de programes. a començar a escriure guions per a televisió, i després de vendre un guió a Cagney & Lacey i un altre a Simon & Simon, li van oferir un lloc de guionista a Simon & Simon, on va estar durant tres anys, convertint-se en productor.
Piller va estudiar a la Universitat de Carolina del Nord a Chapel Hill, on va ser membre de la fraternitat Pi Lambda Phi.Es va casar amb Sandra el 1981; van tenir tres fills.
El 1987, juntament amb Van Gordon Sauter, va desenvolupar una sèrie mèdica/de telerealitat per a MGM/UA Television anomenada The Doctor's Office. Més tard, l'any següent, va tornar a formar equip amb ell a Hotline, un concurs dissenyat per tenir elements interactius amb el públic local.

## Star Trek
El 1989, una trucada a Maurice Hurley, un amic que havia liderat l'equip de guionistes de Star Trek: La nova generació durant el seu segon any, va portar a Piller a coescriure un episodi amb Michael Wagner anomenat "Evolution". Quan Wagner va deixar de liderar l'equip de guionistes durant el tercer any de la sèrie, Piller va ser convidat a assumir el càrrec de productor creador, reportant al productor executiu Rick Berman, a partir del cinquè episodi de la tercera temporada, "L'aliança". Durant els dos primers anys de la sèrie, l'equip de guionistes havia estat plagat de conflictes, amb l'equip canviant contínuament a mesura que anaven i venien diferents guionistes. En un any, Piller havia format un equip de guionistes fort, una cosa que havia eludit els executius anteriors. També va allunyar el focus de les històries "d'extraterrestre de la setmana" o "situació de la setmana" a les que desenvolupaven els personatges principals i les seves relacions, cosa que molts assenyalen com el punt d'inflexió de la sèrie. Una altra innovació clau va ser la política de portes obertes de Piller per als guions, que permetia a qualsevol persona enviar idees per a històries. Aquesta política va donar lloc a alguns dels episodis més populars de la sèrie, incloent-hi "L'Enterprise del passat".
"La nova generació" es va emetre durant set anys i va obtenir un reconeixement crític creixent, culminant amb una nominació al Premi Emmy el seu últim any a la Sèrie dramàtica destacada. Piller va ser personalment responsable de molts episodis populars, incloent-hi "El bo i millor d'ambdós mons", Parts 1 i 2, que sovint s'identifiquen com els millors episodis de La nova generació, i l’episodi en dues parts de la cinquena temporada "Unificació", en què va aparèixer Spock, interpretat per Leonard Nimoy, qui va originar el paper a la sèrie original de Star Trek.
A finals de 1991, quan Paramount Pictures va demanar al productor executiu de La nova generació Rick Berman que creés una nova sèrie de Star Trek, va recórrer a Piller perquè l'ajudés a crear la nova sèrie. Star Trek: Deep Space Nine va debutar el gener de 1993 amb "Emissary", l'episodi pilot escrit per Piller, amb les audiències més altes de la història per a l'estrena d'una sèrie redifosa. Igual que "La nova generació", la sèrie va durar set anys, amb Piller com a productor creador durant les dues primeres temporades.
Va ser succeït com a productor creador de "La nova generació" per Jeri Taylor després de la cinquena temporada de la sèrie. El 1994, es va tornar a demanar a Berman que creés una altra nova sèrie de "Star Trek" per a la nova cadena de televisió UPN de Paramount. Com abans, Berman va fer equip amb Piller, desenvolupant "Star Trek: Voyager" juntament amb Taylor. Quan "Voyager" va començar la seva primera temporada, Piller es va transferir completament a "Voyager" i va ser substituït com a productor creador de "Deep Space Nine" per Ira Steven Behr, que va ser productor creador durant els anys restants d'aquella sèrie. Piller va ser el productor creador i cap de l'equip de guionistes durant les dues primeres temporades de Voyager, amb Taylor com a adjunta. Piller va deixar Voyager i es va retirar de la franquícia després de la seva segona temporada, i Taylor el va succeir per a la tercera temporada. Al mateix temps, Piller va desenvolupar una altra sèrie per a UPN anomenada Legend. La sèrie es va cancel·lar després de només 12 episodis. Piller va continuar com a consultor creatiu a Deep Space Nine i Voyager, enviant notes sobre els guions mentre es preparaven per a la producció.
El 1993, es va proposar a Piller escriure un dels dos possibles guions per al primer llargmetratge de "La nova generació", l'altre escrit pels guionistes de "La nova generació", Ronald D. Moore i Brannon Braga, però ell va declinar l'oferta. El 1997, es va proposar a Piller escriure un llargmetratge de "La nova generació", col·laborant amb Rick Berman per escriure "Star Trek: Insurrection". Mentre escrivia el tractament d'aquesta pel·lícula, va documentar tot el procés al llibre "Fade In", tot i que va romandre inèdit. Després de la mort de Piller el 2005, el llibre es va publicar a Internet. La seva dona, Sandra, ha intentat posteriorment que l'obra es publiqui en format enquadernat. Va descriure en una entrevista el 2013 que l'estudi estava sorprès per la seva honestedat sobre el procés d'escriptura i producció d'"Insurrection" i va parafrasejar la resposta dels executius de Paramount Pictures, dient: "No podem deixar que el públic sàpiga què fem aquí; què passa entre bastidors!"

## Després deStar Trek
El 1996, va vendre el seu primer guió de llargmetratge, anomenat Oversight. El guió, ambientat en un subcomitè del Congrés, tracta sobre "el pas del control d'una generació a la següent", i es va inspirar en la seva relació amb el seu fill Shawn, que havia contribuït amb els guions de La nova generació i Voyager. Pel 2022 el guió encara no s'ha produït.
Piller va formar una productora amb Shawn el 1999 anomenada Piller². Van signar un contracte de dos anys amb la WB Television Network que cobria una producció garantida, juntament amb tres encàrrecs de pilots. La WB va encarregar els guions per a les quatre produccions, i semblava que tiraria endavant amb Day One, una sèrie postapocalíptica basada en la minisèrie de televisió britànica The Last Train. Tanmateix, la sèrie mai va entrar en producció.
El 2001, el productor Lloyd Segan per adaptar la novel·la de Stephen King The Dead Zone per a la televisió. La sèrie, codesenvolupada amb Shawn i protagonitzada per Anthony Michael Hall i Nicole de Boer de Deep Space Nine, va debutar el 16 de juny de 2002 a USA Network amb 6,4 milions d'espectadors, la major estrena mai vista en aquest canal. L'audiència es va mantenir estable durant quatre temporades, abans que una baixada en les audiències fes que es cancel·lés la sisena temporada.
El 2005, Wildfire, una altra sèrie que va desenvolupar Piller², va debutar al canal ABC Family. La sèrie va acabar el 2008 després de quatre temporades.

## Mort i llegat
Avui hi ha un espai buit al meu cor. El món sense Michael Piller està disminuït. El coratge, la determinació i l'increïble sentit de l'humor de Michael durant la seva dura prova dels darrers tres anys van ser inspiradors. Va ser mestre, mentor i guia de tants escriptors de "Star Trek" que es pot dir amb tota sinceritat que va imprimir a la narrativa de "ST" una manera que perdurarà per sempre. Era un home de principis i caràcter, una persona bona i decent que sempre intentava fer el que era correcte. L'admirava; el respectava; l'estimava. El trobaré a faltar. 
L'1 de novembre de 2005, StarTrek.com va anunciar que Piller havia sucumbit a un càncer de cap i coll i havia mort a casa seva. Es van publicar homenatges a pàgina completa a Variety i The Hollywood Reporter, mentre que Lions Gate Television va publicar un comunicat de premsa que el descrivia com "un narrador extraordinari i un amic estimat, que ens va inspirar a tots els que el coneixíem." Diversos membres del repartiment i l'equip de Star Trek, així com els de The Dead Zone, li van publicar homenatges al lloc web oficial de Star Trek.
Posteriorment, l'escriptora de Star Trek, Paula Block, li ha atribuït la seva "ànima" a La nova generació, mentre que Terry J. Erdmann considerava que els personatges complexos de Deep Space Nine estaven formats completament per la imaginació de Piller. Així mateix, el membre del repartiment de TNG Wil Wheaton va dir que Piller era "més responsable que ningú que La nova generació es transformés en l'increïble espectacle que es va convertir a la quarta temporada". Eric Stillwell, que va treballar com a assistent executiu de Piller a Insurrection i més tard es va convertir en vicepresident d'operacions a Piller Squared, va dir que el millor do de Piller era la seva capacitat per nodrir nous escriptors i ajudar-los a desenvolupar el seu talent. Creia que aquest seria el llegat perdurable de Piller.